# Matilla la Seca
Matilla la Seca és un municipi de la província de Zamora a la comunitat autònoma de Castella i Lleó. Limita al nord-est amb Pozoantiguo, al nord-oest amb Gallegos del Pan i Villalube, al sud-oest amb Fresno de la Ribera, i al sud-est amb Toro.

## Demografia
| 1991 | 1996 | 2001 | 2004 |
| ---- | ---- | ---- | ---- |
| 93   | 74   | 70   | 64   |